# Небојша Лутовац
Небојша "Нешо" Лутовац је српски певач народне и изворне музике.
Рођен је 12. јануара 1959. године у Беранама, Црна Гора. Похађао је Филолошки факултет универзитета у Београду, смер англистика и германистика. Небојшин отац, Момчило, био је доктор географских наука. Био је народни гуслар и оснивач највећег гусларског друштва " Вук Караџић". Познат је по свом мелодичном и пријатном гласу. Овај истакнути уметник се кроз свој рад одувек трудио да сачува и задржи лепоту праве народне и изворне музике. Често га можемо видети на наступима у емисијама које се баве неговањем праве народне музике.
Једна од најпознатијих песама му је "Мостови на Морачи". Такође је извођач бројних хитова као што су "Милица", "Златар", " Стара варош спава" " Свака мајка исто плаче" и многе друге.
1995. године долази до сарадње са познатим текстописцем Руждијом Крупом из Пљеваља, аутором бројних великих хитова народне музике. Текстописац Руждија Крупа за Нешу Лутовца пише песму "Мостови на Морачи" која представља својеврсну личну карту овог сјајног певача. Песма је снимљена и 1996. године се нашла на естрадној сцени. Ово ремек дело народне музике траје и дан данас. Музику за поменуту песму компоновао је познати певач народне музике Беки Бекић.
Небојша је 28.11.2014. примљен у Српску Краљевску Академију научника и уметника.
Све аранжмане Нешиних песама је радио познати хармоникаш и композитор, иначе његов највећи пријатељ, Горан Митић. Њихова сарадња траје и дан данас и биће још доста добрих песама у њиховом стварању.
Потиче из Лутова, отуда и презиме Лутовац, које припада старом племену Пипери. По сопственом изјашњавању је Србин. Ожењен је супругом Светланом, и има два сина, Момчила и Стефана. Живи и ради у Београду.